# Newark and Sherwood

Localisation du district de Newark and Sherwood dans le Nottinghamshire.

Newark and Sherwood est un district non-métropolitain du Nottinghamshire, en Angleterre.
Le district est essentiellement rural et comprend d'importantes exploitations forestières, ainsi que les villes de Newark-on-Trent, où siège le conseil de district, Southwell et Ollerton.
Le district de Newark and Sherwood a été créé le 1er avril 1974 par le Local Government Act 1972 et est issu de la fusion du district municipal de Newark et des districts ruraux de Newark et de Southwell. À l'origine, il portait le nom de Newark. Il a acquis son appellation actuelle le 1er avril 1995.

## Source
- (en) Cet article est partiellement ou en totalité issu de l’article de Wikipédia en anglais intitulé « Newark and Sherwood » (voir la liste des auteurs).